# Apocyclops royi
Apocyclops royi – gatunek widłonoga z rodziny Cyclopidae. Opisał go w 1940 roku szwedzki zoolog Knut Lindberg, nadając mu nazwę Cyclops (Metacyclops) royi.